# Heinrich-Schliemann-Gymnasium (Berlin)
Das Heinrich-Schliemann-Gymnasium ist ein humanistisches Gymnasium im Ortsteil Prenzlauer Berg in Berlin. Es ist die Nachfolgeinstitution des Luisenstädtischen Gymnasiums. Heute betreut es Schüleraustauschprojekte, Initiativen der einzelnen Unterrichtsfächer und veranstaltet jährlich zum Schuljahresabschluss die Schliemann-Tage, an denen jede Klassenstufe Projekte vorstellt.
Es gehört bei der Neuanmeldung für das Schuljahr 2023/24 zu den vier gefragtesten Gymnasien Berlins.

## Geschichte

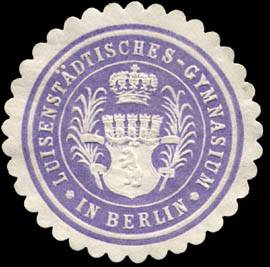
Siegelmarke Luisenstädtisches Gymnasium in Berlin

Auf Betreiben des Rektors Paul Hildebrandt (1925–1932), der zuvor am Grauen Kloster Rektor gewesen war, wurde (als Nachfolgeinstitution der 1836 gegründeten Luisenstädtischen Realschule) das im Jahr 1864 gegründete Luisenstädtische Gymnasium am 20. November 1928 nach dem Kaufmann und Pionier der Feldarchäologie Heinrich Schliemann (1822–1890) benannt. Das Schulgebäude befand sich damals in der Gleimstraße 49, in dem heute die Schule am Falkplatz, eine Grundschule, untergebracht ist. Hildebrandt bemühte sich um die Modernisierung der von ihm geleiteten Anstalt und stärkte das humanistische Profil der Schule. Mit Zustimmung der preußischen Provinzial- und Stadtbehörden erreichte er die Einrichtung eines Oberrealgymnasiums unter Fortbestand des humanistischen Gymnasiums im selben Gebäude, mit dem Namen „Heinrich-Schliemann-Schule“. Hildebrandts Nachfolger Fritz Plagemann wurde mit vier weiteren Studienräten nach der „Machtergreifung“ der Nationalsozialisten 1933 aufgrund seiner jüdischen Herkunft entlassen. Im Zuge der im Amtsblatt der Reichshauptstadt Berlin vom Berliner Oberbürgermeister veranlassten Umbenennung der öffentlichen Lehranstalten wurde das Gymnasium 1938 in „Heinrich-Schliemann-Gymnasium“ umbenannt. 1939 wurde der Name in „Horst-Wessel-Gymnasium“ nach dem Sturmführer der SA geändert, der hier 1926 sein Abitur abgelegt hatte (in den Berliner Adressbüchern erst ab 1942 so benannt). Nach Beginn des Zweiten Weltkriegs zog die Schule in die Carmen-Sylva-Straße (heute Erich-Weinert-Straße) um, in den Berliner Adressbüchern 1940–1943 unter „Schule“ und „Straße“ immer Gleimstraße 49. Später wurde der Unterricht ins Berliner Umland verlagert.
Nach dem Ende des Zweiten Weltkriegs zog das Heinrich-Schliemann-Gymnasium unter dem alten Namen am 1. September 1945 wieder in die Gleimstraße 49. Der kommissarische Schulleiter Falk wurde 1946 vom ehemaligen Rektor Plagemann abgelöst, der das Gymnasium bis 1951 leitete und zu großem Ansehen brachte. Schrittweise wurde das Heinrich-Schliemann-Gymnasium zur Erweiterten Oberschule (EOS) mit Spezialklassen für alt- und neusprachlichen Unterricht umgestaltet. 1953 zog die Schule in die Greifswalder Straße 25 um, um Platz für die Einrichtung einer Polytechnischen Oberschule in der Gleimstraße zu machen. 1969 wurde sie mit der EOS Karl Friedrich Schinkel vereinigt, deren Rektor Richard beide Schulen seit 1962 geführt hatte (bis 1979). 1973 zog die Schule erneut um, in die Conrad-Blenkle-Straße 52. Richards Nachfolgerin wurde Frau Stoppe, die nach der Auflösung der 2. Erweiterten Oberschule 1983 die altsprachlichen Spezialklassen in die Heinrich-Schliemann-Schule aufnahm.
Die Schule war eine von neun Schulen der DDR, die altsprachlichen Unterricht anboten (Latein und Altgriechisch).
Zum Schuljahr 1991/92 wurden alle Schulen im Ostteil der Stadt aufgelöst. Im Bezirk Prenzlauer Berg von Berlin wurden 4 neue Gymnasien mit unterschiedlichen Profilierungen eingerichtet. Im Schulgebäude der Dunckerstraße 64 wurde das sprachlich orientierte 4. Gymnasium unter der Schulleitung von Silvia Salecker zum Schuljahr 1991/92 neu eröffnet. Das denkmalgeschützte Schulgebäude in der Dunckerstraße 64 kann auf eine lange schulische Tradition zurückblicken. Es wurde nach Plänen des Berliner Stadtbaurats Ludwig Hoffmann erbaut und am 1. Oktober 1914 als 309. und 310. Gemeindedoppelschule für Jungen und Mädchen mit Schulzahnklinik eröffnet. Nach 1945 wurden im Gebäude Dunckerstraße 64 sowohl die zehnklassige Polytechnische Oberschule „Dr. Theodor Neubauer“ als auch die Hilfsschule „Wilhelm Blanck“ eingerichtet.
Am 15. Juni 1992 fand die feierliche Namensgebung im Rahmen des Eröffnungskonzerts „Musische Tage-Prenzlauer Berg“ in der Dunckerstraße 64 statt. Das 4. Gymnasium erhielt auf Beschluss der Schulkonferenz den Namen „Heinrich-Schliemann-Oberschule (Gymnasium)“. Am 21. Oktober 1994 wurde anlässlich einer Feierstunde das Schliemanndenkmal bestehend aus zwei Sandstein-Stelen mit den von der Bildhauerin Christa Sammler geschaffenen Reliefs, die das Leben des Archäologen Heinrich Schliemann darstellen, eingeweiht. Zum Schuljahr 1993/94 wurde der altsprachliche Zweig des Gymnasiums eingerichtet. Seitdem bietet das Gymnasium zwei Bildungsgänge an: altsprachlich ab Klassenstufe 5 und neusprachlich ab Klassenstufe 7.
Seit dem Schuljahr 2013/14 trägt die Schule in der Dunckerstraße 64 auf Beschluss der Schulkonferenz den Namen Heinrich-Schliemann-Gymnasium. Der gesamte historische Gebäudekomplex auf dem Gelände des Heinrich-Schliemann-Gymnasiums steht unter Denkmalschutz und wird seit dem Jahr 2010 aus Mitteln des Programms für Denkmalschutz und Stadterneuerung sowie durch den Einsatz von Mitteln aus dem Europäischen Fonds für regionale Entwicklung (EFRE) aufwändig und umfassend saniert. Das 100-jährige Schuljubiläum in der Dunckerstraße 64 wurde mit einem großen Festakt am 1. Oktober 2014 gefeiert.

## Derzeitiges Schulgebäude
Das derzeitige Schulgebäude in der Dunckerstraße 64 in Prenzlauer Berg entwarf der Berliner Architekt und Stadtbaurat Ludwig Hoffmann in den Jahren 1910–11, das daraufhin zwischen 1912 und 1915 als 309. und 310. Gemeindedoppelschule und 9. Hilfsschule errichtet wurde, im Schulgebäude war ebenso eine Schulzahnklinik integriert. Neben dem lang gestreckten Hauptgebäude mit kurzen Seitenflügeln gehört zum Gelände auch das ehemalige Straßenreinigungsdepot, heute als Club genutzt, und das Rektorenwohnhaus, heute Teil des Schulbetriebs. Alle drei Bauten, die Hoffmann einheitlich gestaltete und mit Walmdächern ausstattete, haben dreigeteilte Fenster und profilierte Lisenen. Die Ausgestaltung, bei der auch die Künstler Ignatius Taschner und Hoffmann & Wüstenhagen halfen, erinnert stark an die ebenfalls von Hoffmann entworfene Webschule am Warschauer Platz in Friedrichshain.
In den Jahren 2000 bis 2002 erfolgte eine Dachstuhlsanierung, 2002 wurde die 20 Millionen Euro teure, neue Turnhalle eröffnet, in der auch der Sportunterricht des Käthe-Kollwitz-Gymnasiums stattfindet, das, getrennt durch die Berliner Ringbahn, ebenfalls an der Dunckerstraße liegt. Im Schuljahr 2003/2004 wurde ein Anbau für die naturwissenschaftlichen Fächer errichtet, der mit roten Backsteinen versehen wurde, um den Denkmalschutz zumindest annähernd zu wahren.

## Sonstiges
Die Schule nimmt am Berliner Programm zur vertieften Berufsorientierung (BvBO) teil und bietet ihren Schülern eine Unterstützung bei der Berufsorientierung und Berufswahlentscheidung.
Im Dezember 2019 wurde das Gymnasium bekannt dafür, auf den Schülertoiletten Seife und Toilettenpapier abgeschafft zu haben. Bald darauf wurden Vorwürfe gegen den autoritären Führungsstil des Schulleiters öffentlich, die u. a. Freya Klier und Ilko-Sascha Kowalczuk machten.

## Persönlichkeiten
- Johann Gottfried Lüdde (1799–nach 1867), Geograph, unterrichtete ab 1857 als Lehrer für Erdkunde an der Luisenstädtischen Realschule
- Julian Schmidt (1818–1886), Literaturkritiker und Herausgeber der Zeitschrift "Grenzboten" war von 1843 bis 1847 Lehrer an der Luisenstädtischen Realschule
- Karl Sachs (1829–1909), Romanist und Lexikograph, unterrichtete 1852–1855 am Luisenstädtischen Realgymnasium
- Paul Lindenberg (1859–1943), Journalist und Schriftsteller, besuchte bis 1873 das Luisenstädtische Gymnasium
- Jacques Perl (1861–1933), Chemiker und Unternehmer, besuchte zwischen 1872 und 1875 das Luisenstädtische Gymnasium
- Albert Brackmann (1871–1952), Historiker und Archivar, 1902–1905 Oberlehrer am Luisenstädtischen Gymnasium
- Ernst Zermelo (1871–1953), Mathematiker, besuchte bis zum Abitur 1889 das Luisenstädtische Gymnasium
- Karl Wessely (1874–1953), bestand Ostern 1893 die Reifeprüfung am Luisenstädtischen Gymnasium
- Paul Elgers (1876–nach 1927), Geiger und Musikpädagoge, besuchte das Luisenstädtische Gymnasium
- Erich Band (1879–1945), Dirigent und Komponist, besuchte das Luisenstädtische Gymnasium
- Edwin Schwerin (1886–1959), deutsch-israelischer Ingenieur und Hochschullehrer
- Erich Hochstetter (1888–1968), Philosoph und Hochschullehrer, legte hier das Abitur ab
- Hugo Klein (1890–1942), Rabbiner in Berlin, Opfer des Holocaust
- Horst Wessel (1907–1930), Sturmführer der SA, legte 1926 sein Abitur am Luisenstädtischen Gymnasium ab
- Friedrich Kaufhold (1908–1989), Leiter der Berliner Feuerwehr, absolvierte 1935 am Heinrich-Schliemann-Gymnasium sein Referendariat
- Stefan Heym (1913–2001), Schriftsteller, legte am Heinrich-Schliemann-Oberrealgymnasium sein Abitur ab, nachdem er 1931 in seiner Heimatstadt Chemnitz wegen eines Antikriegsgedichtes relegiert worden war
- Walter Grunwald (1919–2000), Überlebender des Ghettos Theresienstadt, besuchte die Schule bis nach der Obertertia im Jahre 1934
- Jörg Roesler (* 1940), Wirtschaftshistoriker, besuchte die Heinrich-Schliemann-Oberschule
- Hartmut Berlin (* 1950), Satiriker und Chefredakteur des Eulenspiegel, besuchte 1965–1968 die EOS Heinrich Schliemann
- Nina Hagen (* 1955), Sängerin, besuchte die Dr. Theodor-Neubauer-Oberschule
- Jenny Erpenbeck (* 1967), Schriftstellerin, legte hier 1985 das Abitur ab
- Petra Schmidt-Schaller (* 1980), Schauspielerin, legte hier 2000 das Abitur ab
- Niels Giffey (* 1991), Basketballspieler, legte hier 2010 das Abitur ab
- Edin Hasanović (* 1992), Schauspieler, legte hier das Abitur ab
- Jack O. Berglund (* 2002), war Schüler des Gymnasiums